# 2322 Кітт Пік
2322 Кітт Пік (2322 Kitt Peak) — астероїд головного поясу, відкритий 28 жовтня 1954 року.
Тіссеранів параметр щодо Юпітера — 3,595.